# Zespół Heerfordta
Zespół Heerfordta (łac. Febris uveoparotidea) – przewlekłe zapalenie ślinianek i narządów łzowych. Może występować razem z zapaleniem rogówki, zapaleniem tęczówki i ciałka rzęskowego oraz objawami neurologicznymi (porażenie nerwu twarzowego i okoruchowego). Bardzo często współistnieje z sarkoidozą, dlatego zaleca się profilaktyczne badanie poziomu enzymu konwertującego angiotensynę. Etiologia choroby jest nieznana. Uznaje się ją za chorobę interdyscyplinarną (okulistyczno - neurologiczną). 

## Leczenie
- kortykosteroidy,
- witamina A,
- preparaty witamin  z grupy B,
- "sztuczna ślina", "sztuczne łzy"